# Nowe Łosienice
Nowe Łosienice/Nowé Łoseńce is een plaats in het Poolse district  Kartuski, woiwodschap Pommeren. De plaats maakt deel uit van de gemeente Stężyca en telt 108 inwoners.